# یابوونگتسا پولسکا
یابوونگتسا پولسکا (به لاتین: Jabłonica Polska) یک روستا در لهستان است که در گمینا خاچوو واقع شده‌است. یابوونگتسا پولسکا ۱٬۰۷۶ نفر جمعیت دارد و ۲۹۵ متر بالاتر از سطح دریا واقع شده‌است.